# Enciklika
Enciklika ali okrožnica je papeški dokument pastoralne narave, ki obravnava verska, družbena in moralna vprašanja. Namenjena je lahko škofom in duhovnikom določene regije, vsem vernim ali celotnemu človeštvu. Naslovi okrožnic so vzeti iz prvih nekaj besed uradnega besedila, ki je navadno v latinščini.
Prvo sodobno okrožnico Ubi primum je 1740 izdal papež Benedikt XIV., od Pija IX. naprej pa so takšna pisma s strani papeža ali pod njegovo avtoriteto postala najpogostejši način posredovanja nauka Katoliške cerkve in razlage njenega izročila.
Prvotno se je beseda navezovala na pismo, ki ga je škof poslal različnim cerkvam svojega geografskega območja. V Vzhodni pravoslavni in Anglikanski cerkvi se v tem pomenu rabi še danes.
Globalno so posebej relevatne socialne okrožnice, ki obravnavajo vprašanja družbene pravičnosti, človekovih pravic, okoljevarstva in svetovnega miru. Prvo takšnih okrožnic, Rerum novarum, je 1891 spisal papež Leon XIII. o položaju delavstva v okoliščinah industrijske revolucije.